# Дискография Сабрины Карпентер
Сабрина Карпентер — американская певица из Квакертаун, Пенсильвания. Её дискография состоит из шести студийных альбомов, двух мини-альбомов, двадцати девяти синглов, двадцати пяти промосинглов и тридцати четырех музыкальных видео. 
Первым большим успехом Сабрины был сериал Истории Райли, выходившим на Disney Channel, где она играла одну из главных ролей. Для этого шоу она записала заглавную песню вместе с Роуэн Бланчард.
В 2014 году Сабрина подписывает контракт на выпуск пяти альбомов с Hollywood Records. Первым ее синглом стала песня «Can’t Blame a Girl for Trying» с одноименного мини-альбома, вышедшим в апреле 2014 года.
В январе 2015 года состоялся релиз песни «We'll Be the Stars», которая стала лид-синглом с дебютного студийного альбома Сабрины «Eyes Wide Open», выход которого состоялся 14 апреля 2015 года. Пиковой позицией для альбома в Billboard 200 стала 43-я строчка чарта. По данным Billboard, в первую неделю релиза было продано более 12 тысяч копий альбома
.
В октябре 2016 годы вышел второй студийный альбом Сабрины Evolution. За первую неделю было продано более 13 тысяч копий альбома, что позволило альбому дебютировать в чарте Billboard 200 на 28-й позиции. С альбома было выпущено два сингла: «On Purpose» и «Thumbs», который стал первым синглом Сабрины попавшим в чарты Billboard, заняв первое место в Bubbling Under Hot 100. Песня получила от RIAA платиновый сертификат.
В марте 2018 года Сабрина выпускает песню «Alien», записанную совместно с британским диджеем и продюсером Джонасом Блу. Песня возглавила чарт Billboard Dance Club Songs и заняла 12-е место в чарте Hot Dance/Electronic Songs. Позже, песня была включена в японское издание третьего студийного альбома Сабрины «Singular: Act I», релиз которого состоялся в ноябре этого же года. С альбома было выпущено два сингла: «Almost Love» и «Sue Me». Обе песни поднимались на первое место чарта Dance Club Songs.
19 июля 2019 года состоялся релиз четвертого студийного альбома Сабрины «Singular: Act II», который является продолжением её третьего студийного альбома «Singular: Act I». Пиковой позицией для альбома в чарте Billboard 200 стало 138 место. В поддержку альбома, было выпущено три сингла: «Pushing 20», «Exhale» и «In My Bed».
В январе 2021 года Сабрина сообщила, что подписала контракт с лейблом Island Records, который входит в состав Universal Music Group. Первый её сингл, под руководством нового лейбла, стала песня «Skin», релиз которой состоялся 22 января 2021 года. Это первая песня, которая смогла попасть в чарты Billboard Hot 100 и Billboard Global 200, заняв соответственно 48-е и 33-е места.
15 июля 2022 года вышел пятый студийный альбом Карпентер «Emails I Can’t Send», над которым она работала три года. Альбом дебютировал на 23-м месте в чарте Billboard 200, набрав 18 тысяч эквивалентных единиц альбома. Также «Emails I Can’t Send» попал в канадский чарт альбомов Canadian Albums Chart на 55-е место, позже улучшив свое достижение до 32-й позиции. Помимо США и Канада, альбом попал в чарты альбомов в Австралии (пиковая позиция — 27), Великобритании (40), Нидерландах (19), Ирландии (22), Норвегии (19).
11 апреля 2024 года состоялся релиз сингла «Espresso», который стал первым международным хитом для Сабрины. Песня возглавила чарты синглов Великобритании, Австралии, Ирландии. Заняла 3-е место в Billboard Hot 100 и 1-е в  Billboard Global 200. По итогам года, сингл занял второе место по прослушиваниям на Spotify, набрав более 1,6 миллиардов стримов на сервисе. Следующим синглом стала песня «Please Please Please», которая также стала мировым хитом и первым синглом номер один в Billboard Hot 100.
26 августа 2024 года Сабрина выпустила свой шестой студийный альбом «Short n’ Sweet».  В США за первую неделю было продано более 362 эквивалентных копий альбома, что позволило дебютировать альбому на первом месте в чарте Billboard 200. Все песни с альбома смогли попасть в топ-50 чарта Billboard Hot 100. Третий сингл с альбома «Taste» дебютировал на втором месте в Billboard Hot 100, а в Великобритании на первом в UK Singles Chart, став третьим хитом номер один в данном чарте.

## Альбомы

### Студийные альбомы
| Название                                                                     | Информация об релизе                                                                                     | Пиковая позиция в чарте | Пиковая позиция в чарте | Пиковая позиция в чарте | Пиковая позиция в чарте | Пиковая позиция в чарте | Пиковая позиция в чарте | Пиковая позиция в чарте | Пиковая позиция в чарте | Пиковая позиция в чарте | Пиковая позиция в чарте | Продажи                                 | Сертификация |
| Название                                                                     | Информация об релизе                                                                                     | US                      | AUS                     | BEL (FL)                | CAN                     | IRE                     | NLD                     | NZ                      | SPA                     | SWI                     | UK                      | Продажи                                 | Сертификация |
| ---------------------------------------------------------------------------- | --- | ----------------------- | ----------------------- | ----------------------- | ----------------------- | ----------------------- | ----------------------- | ----------------------- | ----------------------- | ----------------------- | ----------------------- | --------------------------------------- | --- |
| Eyes Wide Open                                                               | - Дата релиза: 14 апреля 2015 - Лейбл: Hollywood - Формат: CD, цифровая дистрибуция, стриминг            | 43                      | —                       | —                       | —                       | —                       | —                       | —                       | —                       | —                       | —                       | - США: 12.000                           | |
| Evolution                                                                    | - Дата релиза: 14 октября 2016 - Лейбл: Hollywood - Формат: CD, LP, цифровая дистрибуция, стриминг       | 28                      | 44                      | 181                     | 84                      | 98                      | 171                     | —                       | —                       | —                       | —                       |                                         | |
| Singular: Act I                                                              | - Дата релиза: 9 ноября 2018 - Лейбл: Hollywood - Формат: CD, LP, цифровая дистрибуция, стриминг         | 103                     | —                       | —                       | —                       | —                       | —                       | —                       | —                       | —                       | —                       |                                         | |
| Singular: Act II                                                             | - Дата релиза: 9 июля 2019 - Лейбл: Hollywood - Формат: CD, LP, цифровая дистрибуция, стриминг           | 138                     | —                       | —                       | —                       | —                       | —                       | —                       | —                       | —                       | —                       |                                         | |
| Emails I Can’t Send                                                          | - Дата релиза: 15 июля 2022 - Лейбл: Island - Формат: CD, LP, цифровая дистрибуция, стриминг             | 23                      | 27                      | 55                      | 32                      | 22                      | 19                      | 27                      | 83                      | 68                      | 40                      |                                         | - RIAA: Платиновый - BPI: Золотой - RMNZ: Платиновый                                                                             |
| Short n’ Sweet                                                               | - Дата релиза: 23 августа 2024 - Лейбл: Island - Формат: CD, LP, кассета, цифровая дистрибуция, стриминг | 1                       | 1                       | 1                       | 1                       | 1                       | 1                       | 1                       | 1                       | 1                       | 1                       | - США: 484.000 - Великобритания: 83.234 | - RIAA: 2× Платиновый - ARIA: 2× Платиновый - BPI: 2× Платиновый - MC: 3× Платиновый - PROMUSICAE: Золотой - RMNZ: 2× Платиновый |
| Man’s Best Friend                                                            | - Дата релиза: 29 августа 2025 - Лейбл: Island - Формат: CD, LP, кассета, цифровая дистрибуция, стриминг | Релиз ещё не состоялся. | Релиз ещё не состоялся. | Релиз ещё не состоялся. | Релиз ещё не состоялся. | Релиз ещё не состоялся. | Релиз ещё не состоялся. | Релиз ещё не состоялся. | Релиз ещё не состоялся. | Релиз ещё не состоялся. | Релиз ещё не состоялся. | Релиз ещё не состоялся.                 | Релиз ещё не состоялся. |
| "—" обозначает, что альбом не попал в чарт или не был выпущен в этой стране. | |                         |                         |                         |                         |                         |                         |                         |                         |                         |                         |                                         | |

### Мини-альбомы
| Название                                                                     | Информация об релизе                                                                                    | Пиковая позиция в чарте | Пиковая позиция в чарте | Пиковая позиция в чарте | Пиковая позиция в чарте | Пиковая позиция в чарте | Пиковая позиция в чарте | Пиковая позиция в чарте | Пиковая позиция в чарте | Пиковая позиция в чарте | Пиковая позиция в чарте | Продажи        | Сертификация |
| Название                                                                     | Информация об релизе                                                                                    | US                      | US Hol.                 | AUS                     | BEL (FL)                | CAN                     | IRE                     | NLD                     | NZ                      | SPA                     | UK                      | Продажи        | Сертификация |
| ---------------------------------------------------------------------------- | --- | ----------------------- | ----------------------- | ----------------------- | ----------------------- | ----------------------- | ----------------------- | ----------------------- | ----------------------- | ----------------------- | ----------------------- | -------------- | ------------ |
| Can’t Blame a Girl for Trying                                                | - Дата релиза: 8 апреля 2014 - Лейбл: Hollywood - Формат: CD, цифровая дистрибуция, стриминг            | —                       | —                       | —                       | —                       | —                       | —                       | —                       | —                       | —                       | —                       | - США: 17.000  |              |
| Fruitcake                                                                    | - Дата релиза: 17 ноября 2023 - Лейбл: Island - Формат: CD, LP, кассета, цифровая дистрибуция, стриминг | 10                      | 3                       | 14                      | 6                       | 29                      | 17                      | 2                       | 31                      | 8                       | 5                       | - США: 39.000. |              |
| "—" обозначает, что альбом не попал в чарт или не был выпущен в этой стране. | |                         |                         |                         |                         |                         |                         |                         |                         |                         |                         |                |              |

## Синглы

### Как главный исполнитель
| Название                                                                     | Дата релиза      | Пиковая позиция в чарте | Пиковая позиция в чарте | Пиковая позиция в чарте | Пиковая позиция в чарте | Пиковая позиция в чарте | Пиковая позиция в чарте | Пиковая позиция в чарте | Пиковая позиция в чарте | Пиковая позиция в чарте | Пиковая позиция в чарте | Сертификация                                                                                               | Альбом                          |
| Название                                                                     | Дата релиза      | US                      | US Pop                  | AUS                     | CAN                     | IRE                     | NOR                     | NZ                      | SWE                     | SWI                     | UK                      | Сертификация                                                                                               | Альбом                          |
| ---------------------------------------------------------------------------- | ---------------- | ----------------------- | ----------------------- | ----------------------- | ----------------------- | ----------------------- | ----------------------- | ----------------------- | ----------------------- | ----------------------- | ----------------------- | --- | ------------------------------- |
| «Can’t Blame a Girl for Trying»                                              | 14 марта 2014    | —                       | —                       | —                       | —                       | —                       | —                       | —                       | —                       | —                       | —                       | | «Can’t Blame a Girl for Trying» |
| «The Middle of Starting Over»                                                | 19 августа 2014  | —                       | —                       | —                       | —                       | —                       | —                       | —                       | —                       | —                       | —                       | | «Can’t Blame a Girl for Trying» |
| «We’ll Be the Stars»                                                         | 13 января 2015   | —                       | —                       | —                       | —                       | —                       | —                       | —                       | —                       | —                       | —                       | | «Eyes Wide Open»                |
| «Eyes Wide Open»                                                             | 7 апреля 2015    | —                       | —                       | —                       | —                       | —                       | —                       | —                       | —                       | —                       | —                       | | «Eyes Wide Open»                |
| «Smoke and Fire»                                                             | 19 февраля 2016  | —                       | —                       | —                       | —                       | —                       | —                       | —                       | —                       | —                       | —                       | | Вне альбомный сингл             |
| «On Purpose»                                                                 | 29 июля 2016     | —                       | —                       | —                       | —                       | —                       | —                       | —                       | —                       | —                       | —                       | | «Evolution»                     |
| «Thumbs»                                                                     | 3 января 2017    | —                       | 28                      | 173                     | —                       | —                       | 19                      | —                       | 88                      | —                       | —                       | - RIAA: Платиновый - ARIA: Платиновый - BPI: Серебряный - IFPI NOR: Платиновый - RMNZ: Золотой             | «Evolution»                     |
| «Hands» (совместно с Майком Перри и The Vamps)                               | 19 мая 2017      | —                       | —                       | —                       | —                       | —                       | —                       | —                       | 70                      | —                       | —                       | - GLF: Золото                                                                                              | Night & Day                     |
| «Why»                                                                        | 7 июля 2017      | —                       | 27                      | —                       | —                       | —                       | —                       | —                       | —                       | —                       | —                       | - RIAA: Золотой - ARIA: Платиновый - RMNZ: Золотой                                                         | «Singular: Act I»               |
| «Alien» (совместно с Джонасом Блу)                                           | 16 марта 2018    | —                       | —                       | —                       | —                       | —                       | —                       | —                       | —                       | —                       | —                       | | «Singular: Act I»               |
| «Almost Love»                                                                | 6 июня 2018      | —                       | 21                      | —                       | —                       | —                       | —                       | —                       | —                       | —                       | —                       | | «Singular: Act I»               |
| «Sue Me»                                                                     | 9 ноября 2018    | —                       | 31                      | —                       | —                       | —                       | —                       | —                       | —                       | —                       | —                       | - RIAA: Золотой - ARIA: Платиновый - RMNZ: Золотой                                                         | «Singular: Act I»               |
| «On My Way» (совместно с Аланом Уокером и Farruko)                           | 21 марта 2019    | —                       | —                       | —                       | —                       | 69                      | 3                       | —                       | 30                      | 34                      | —                       | - GLF: Платиновый - MC: Золотой - RMNZ: Золотой                                                            | «World of Walker»               |
| «Skin»                                                                       | 22 янвапя 2021   | 48                      | 30                      | 61                      | 36                      | 12                      | —                       | —                       | —                       | 99                      | 28                      | - RIAA: Золотой - ARIA: Золотой                                                                            | Вне альбомный сингл             |
| «Skinny Dipping»                                                             | 9 сентября 2021  | —                       | —                       | —                       | —                       | —                       | —                       | —                       | —                       | —                       | —                       | | Emails I Can’t Send             |
| «Fast Times»                                                                 | 18 февраля 2022  | —                       | —                       | —                       | —                       | —                       | —                       | —                       | —                       | —                       | —                       | | Emails I Can’t Send             |
| «Vicious»                                                                    | 1 июля 2022      | —                       | —                       | —                       | —                       | —                       | —                       | —                       | —                       | —                       | —                       | - ARIA: Золотой                                                                                            | Emails I Can’t Send             |
| «Because I Liked a Boy»                                                      | 15 июля 2022     | —                       | —                       | —                       | —                       | 86                      | —                       | —                       | —                       | —                       | —                       | - RIAA: Платиновый - ARIA: Платиновый - BPI: Серебряный - MC: Золотой - RMNZ: Золотой                      | Emails I Can’t Send             |
| «Nonsense»                                                                   | 14 ноября 2022   | 56                      | 10                      | 23                      | 37                      | 20                      | —                       | 31                      | —                       | —                       | 32                      | - RIAA: 3× Платиновый - ARIA: 4× Платиновый - BPI: Платиновый - MC: 3× Платиновый - RMNZ: 2× Платиновый    | Emails I Can’t Send             |
| «Feather»                                                                    | 4 августа 2023   | 21                      | 1                       | 22                      | 25                      | 25                      | —                       | 40                      | —                       | —                       | 19                      | - RIAA: 2× Платиновый - ARIA: 3× Платиновый - BPI: Платиновый - MC: Платиновый - RMNZ: Платиновый          | «Emails I Can't Send Fwd:»      |
| «Espresso»                                                                   | 12 апреля 2024   | 3                       | 1                       | 1                       | 3                       | 1                       | 2                       | 2                       | 4                       | 2                       | 1                       | - RIAA: 5× Платиновый - ARIA: 8× Платиновый - BPI: 3× Платиновый - MC: 5× Платиновый - RMNZ: 3× Платиновый | «Short n' Sweet»                |
| «Please Please Please»                                                       | 6 июня 2024      | 1                       | 1                       | 1                       | 3                       | 1                       | 1                       | 1                       | 6                       | 12                      | 1                       | - RIAA: 3× Платиновый - ARIA: 5× Платиновый - BPI: 2× Платиновый - MC: 6× Платиновый - RMNZ: 2× Платиновый | «Short n' Sweet»                |
| «Taste»                                                                      | 23 августа 2024  | 2                       | 1                       | 1                       | 4                       | 1                       | 2                       | 2                       | 9                       | 22                      | 1                       | - RIAA: 2× Платиновый - ARIA: 4× Платиновый - BPI: 2× Платиновый - MC: 4× Платиновый - RMNZ: Платиновый    | «Short n' Sweet»                |
| «Bed Chem»                                                                   | 17 сентября 2024 | 14                      | 1                       | 10                      | 17                      | 5                       | 43                      | 9                       | 65                      | —                       | 6                       | - RIAA: Платиновый - ARIA: 2× Платиновый - BPI: Платиновый - MC: 2× Платиновый - RMNZ: Платиновый          | «Short n' Sweet»                |
| «Busy Woman»                                                                 | 7 марта 2025     | 27                      | 20                      | 22                      | 38                      | 5                       | 16                      | 20                      | 49                      | —                       | 6                       | - RIAA: Золотой - BPI: Золотой                                                                             | «Short n' Sweet» (Deluxe)       |
| «Manchild»                                                                   | 5 июня 2025      | 1                       | 6                       | 2                       | 2                       | 1                       | 12                      | 2                       | 13                      | 25                      | 1                       | - BPI: Серебряный                                                                                          | «Man’s Best Friend»             |
| "—" обозначает, что альбом не попал в чарт или не был выпущен в этой стране. |                  |                         |                         |                         |                         |                         |                         |                         |                         |                         |                         | |                                 |

### Как приглашенный артист
| First Love (Lost Kings при участии Сабрины Карпентер)                              | 13 октября 2017  | 26 |                     | «We Are Lost Kings» (Japan EP) |
| «Tricky» (Shoffy при участии Сабрины Карпентер)                                    | 5 марта 2020     | —  |                     | «Flash»                        |
| «Wow» (Сара Ларссон при участии Сабрины Карпентер)                                 | 25 сентября 2020 | —  |                     | Вне альбомный сингл            |
| «That's Not How This Works» (Чарли Пут при участии Dan + Shay и Сабрины Карпентер) | 31 марта 2021    | —  |                     | Вне альбомный сингл            |
| «Cupid» (Twin version) (Fifty Fifty при участии Сабрины Карпентер)                 | 7 августа 2023   | —  | - ARIA: 2× Platinum | «The Beginning»                |
| «You Need Me Now?» (Girl in Red при участии Сабрины Карпентер)                     | 22 марта 2024    | —  |                     | «I'm Doing It Again Baby!»     |
| "—" обозначает, что альбом не попал в чарт или не был выпущен в этой стране.       |                  |    |                     |                                |

### Промосинглы
| Название | Год  | Пиковая позиция в чарте | Пиковая позиция в чарте | Пиковая позиция в чарте | Пиковая позиция в чарте | Пиковая позиция в чарте | Пиковая позиция в чарте | Пиковая позиция в чарте | Альбом                                                        |
| Название | Год  | US KDS                  | Hol. Digital            | AUS                     | IRE                     | NLD                     | NZ Hot                  | UK                      | Альбом                                                        |
| --- | ---- | ----------------------- | ----------------------- | ----------------------- | ----------------------- | ----------------------- | ----------------------- | ----------------------- | ------------------------------------------------------------- |
| «Catch My Breath» | 2010 | —                       | —                       | —                       | —                       | —                       | —                       | —                       | Вне альбомный сингл                                           |
| «Fall Apart» | 2011 | —                       | —                       | —                       | —                       | —                       | —                       | —                       | Вне альбомный сингл                                           |
| «Make You Feel My Love» (совместно с Сарой Карпентер при участии Натаниэля Хоука и Камерона Хоука)                                                        | 2011 | —                       | —                       | —                       | —                       | —                       | —                       | —                       | Вне альбомный сингл                                           |
| «Safe & Sound» | 2012 | —                       | —                       | —                       | —                       | —                       | —                       | —                       | Вне альбомный сингл                                           |
| «I’ll Be Home for Christmas» (совместно Али Брустофски и Даниэль Лоу)                                                                                     | 2012 | —                       | —                       | —                       | —                       | —                       | —                       | —                       | «Christmas Past & Presents»                                   |
| «Take on the World» (заглавная песня к Истории Райли) (совместно с Роуэн Бланчард)                                                                        | 2014 | 1                       | —                       | —                       | —                       | —                       | —                       | —                       | Вне альбомный сингл                                           |
| «Silver Nights» | 2014 | —                       | 23                      | —                       | —                       | —                       | —                       | —                       | Вне альбомный сингл                                           |
| «Stand Out» | 2014 | 6                       | —                       | —                       | —                       | —                       | —                       | —                       | Вне альбомный сингл                                           |
| «Christmas the Whole Year Round» | 2015 | —                       | 17                      | —                       | —                       | —                       | —                       | —                       | «A Hollywood Christmas»                                       |
| «Wildside» (из фильма Приключения приходящей няни) (совместно с София Карсон)                                                                             | 2016 | 4                       | —                       | —                       | —                       | —                       | —                       | —                       | «Your Favorite Songs from 100 Disney Channel Original Movies» |
| «A Dream Is a Wish Your Heart Makes»/«So This Is Love» | 2016 | —                       | —                       | —                       | —                       | —                       | —                       | —                       | Вне альбомный сингл                                           |
| «All We Have Is Love» | 2016 | —                       | —                       | —                       | —                       | —                       | —                       | —                       | «Evolution»                                                   |
| «Run and Hide» | 2016 | —                       | —                       | —                       | —                       | —                       | —                       | —                       | «Evolution»                                                   |
| «Santa Claus Is Coming to Town» (DNCE при участии Чарли Путта, Хейли Стайнфелд, Daya, Тинаше, Fifth Harmony, Риты Оры, Сабрины Карпентер и Джеке Миллере) | 2016 | —                       | —                       | —                       | —                       | —                       | —                       | —                       | Вне альбомный сингл                                           |
| «Sign of the Times» ( совместно с Жасмин Томпсон) | 2017 | —                       | —                       | —                       | —                       | —                       | —                       | —                       | Вне альбомный сингл                                           |
| «Tomorrow Starts Today» ( заглавная песня к Энди Мак) | 2017 | —                       | —                       | —                       | —                       | —                       | —                       | —                       | Вне альбомный сингл                                           |
| «Have Yourself a Merry Little Christmas» | 2017 | —                       | 14                      | —                       | —                       | —                       | —                       | —                       | «A Hollywood Christmas»                                       |
| «Paris» | 2018 | —                       | —                       | —                       | —                       | —                       | —                       | —                       | «Singular: Act I»                                             |
| «Bad Time» | 2018 | —                       | —                       | —                       | —                       | —                       | —                       | —                       | «Singular: Act I»                                             |
| «Pushing 20» | 2019 | —                       | —                       | —                       | —                       | —                       | —                       | —                       | «Singular: Act II»                                            |
| «Exhale» | 2019 | —                       | —                       | —                       | —                       | —                       | —                       | —                       | «Singular: Act II»                                            |
| «In My Bed» | 2019 | —                       | —                       | —                       | —                       | —                       | —                       | —                       | «Singular: Act II»                                            |
| «I'm Fakin» | 2019 | —                       | —                       | —                       | —                       | —                       | —                       | —                       | «Singular: Act II»                                            |
| «Honeymoon Fades» | 2020 | —                       | —                       | —                       | —                       | —                       | —                       | —                       | Вне альбомный сингл                                           |
| «Perfect Song» ( актеры сериала «Авторский гонорар» при участии Сабрины Карпентер)                                                                        | 2020 | —                       | —                       | —                       | —                       | —                       | —                       | —                       | Авторский гонорар (саундтрек)                                 |
| «Let Me Move You» | 2020 | —                       | —                       | —                       | —                       | —                       | —                       | —                       | Вне альбомный сингл                                           |
| «Clouds» ( совместно с Фином Аргусом) | 2020 | —                       | —                       | —                       | —                       | —                       | —                       | —                       | Облака                                                        |
| «Colorful» | 2021 | *                       | —                       | —                       | —                       | —                       | —                       | —                       | Вне альбомный сингл                                           |
| «A Nonsense Christmas» | 2022 | *                       | —                       | 23                      | 9                       | 66                      | 39                      | 16                      | «Fruitcake»                                                   |
| "—" обозначает, что альбом не попал в чарт или не был выпущен в этой стране. "*" обозначает, что в то время чарта не существовало.                        |      |                         |                         |                         |                         |                         |                         |                         |                                                               |

## Другие песни в чартах
| Название                                                                     | Год  | Пиковая позиция в чарте | Пиковая позиция в чарте | Пиковая позиция в чарте | Пиковая позиция в чарте | Пиковая позиция в чарте | Пиковая позиция в чарте | Пиковая позиция в чарте | Пиковая позиция в чарте | Пиковая позиция в чарте | Пиковая позиция в чарте | Сертификация                                                                          | Альбом                    |
| Название                                                                     | Год  | US                      | AUS                     | CAN                     | IRE                     | NZ                      | PHI                     | POR                     | SWE                     | UK                      | WW                      | Сертификация                                                                          | Альбом                    |
| ---------------------------------------------------------------------------- | ---- | ----------------------- | ----------------------- | ----------------------- | ----------------------- | ----------------------- | ----------------------- | ----------------------- | ----------------------- | ----------------------- | ----------------------- | ------------------------------------------------------------------------------------- | ------------------------- |
| «Rescue Me»                                                                  | 2015 | —                       | —                       | —                       | —                       | —                       | —                       | —                       | —                       | —                       | —                       |                                                                                       | саундтрек к Лето. Пляж. 2 |
| «I Can't Stop Me» (при участии Saweetie)                                     | 2019 | —                       | —                       | —                       | —                       | —                       | —                       | —                       | —                       | —                       | —                       |                                                                                       | «Singular: Act II»        |
| «Looking at Me»                                                              | 2019 | —                       | —                       | —                       | —                       | —                       | —                       | —                       | —                       | —                       | —                       | - ARIA: Золотой - BPI: Серебряный - MC: Золотой - RMNZ: Золотой                       | «Singular: Act II»        |
| «Emails I Can't Send»                                                        | 2022 | —                       | —                       | —                       | —                       | —                       | —                       | —                       | —                       | —                       | —                       |                                                                                       | «Emails I Can't Send»     |
| «Read Your Mind»                                                             | 2022 | —                       | —                       | —                       | —                       | —                       | —                       | —                       | —                       | —                       | —                       | - ARIA: Золотой                                                                       | «Emails I Can't Send»     |
| «Already Over»                                                               | 2022 | —                       | —                       | —                       | —                       | —                       | —                       | —                       | —                       | —                       | —                       |                                                                                       | «Emails I Can't Send»     |
| «Buy Me Presents»                                                            | 2023 | —                       | —                       | —                       | —                       | —                       | —                       | —                       | —                       | 83                      | —                       |                                                                                       | «Fruitcake»               |
| «Santa Doesn't Know You Like I Do»                                           | 2023 | —                       | —                       | 87                      | —                       | —                       | —                       | —                       | —                       | —                       | 164                     |                                                                                       | «Fruitcake»               |
| «Cindy Lou Who»                                                              | 2023 | —                       | —                       | —                       | —                       | —                       | —                       | —                       | —                       | —                       | —                       |                                                                                       | «Fruitcake»               |
| «Is It New Years Yet?»                                                       | 2023 | —                       | —                       | —                       | —                       | —                       | —                       | —                       | —                       | —                       | —                       |                                                                                       | «Fruitcake»               |
| «Good Graces»                                                                | 2024 | 15                      | 12                      | 16                      | —                       | 17                      | 30                      | 28                      | —                       | —                       | 15                      | - RIAA: Золотой - ARIA: Платиновый - BPI: Серебряный - MC: Платиновый - RMNZ: Золотой | «Short n' Sweet»          |
| «Sharpest Tool»                                                              | 2024 | 21                      | 20                      | 27                      | —                       | 20                      | 92                      | 42                      | —                       | —                       | 23                      | - RIAA: Золотой - ARIA: Золотой - MC: Золотой                                         | «Short n' Sweet»          |
| «Coincidence»                                                                | 2024 | 26                      | —                       | 31                      | —                       | 23                      | —                       | 48                      | —                       | —                       | 25                      | - RIAA: Золотой - ARIA: Золотой - MC: Золотой - BPI: Серебряный                       | «Short n' Sweet»          |
| «Dumb & Poetic»                                                              | 2024 | 32                      | 33                      | 40                      | —                       | 33                      | —                       | 81                      | —                       | —                       | 35                      | - MC: Золотой                                                                         | «Short n' Sweet»          |
| «Slim Pickins»                                                               | 2024 | 27                      | 24                      | 33                      | —                       | 28                      | —                       | 72                      | —                       | —                       | 30                      | - ARIA: Золотой - MC: Золотой                                                         | «Short n' Sweet»          |
| «Lie to Girls»                                                               | 2024 | 41                      | 38                      | 46                      | —                       | —                       | —                       | 115                     | —                       | —                       | 45                      | - MC: Золотой                                                                         | «Short n' Sweet»          |
| «Don't Smile»                                                                | 2024 | 35                      | —                       | 45                      | —                       | 36                      | —                       | 119                     | —                       | —                       | 39                      | - MC: Золотой                                                                         | «Short n' Sweet»          |
| «15 Minutes»                                                                 | 2025 | 67                      | 59                      | 64                      | 54                      | —                       | —                       | —                       | —                       | —                       | 72                      |                                                                                       | «Short n' Sweet» (Deluxe) |
| «Couldn't Make It Any Harder»                                                | 2025 | 84                      | —                       | 76                      | —                       | —                       | —                       | —                       | —                       | —                       | 126                     |                                                                                       | «Short n' Sweet» (Deluxe) |
| «Bad Reviews»                                                                | 2025 | 87                      | —                       | 79                      | —                       | —                       | —                       | —                       | —                       | —                       | 144                     |                                                                                       | «Short n' Sweet» (Deluxe) |
| "—" обозначает, что альбом не попал в чарт или не был выпущен в этой стране. |      |                         |                         |                         |                         |                         |                         |                         |                         |                         |                         |                                                                                       |                           |

## Гостевое участие
| Название                                     | Год  | Другой исполнитель(и) | Альбом                                                                  |
| -------------------------------------------- | ---- | --------------------- | ----------------------------------------------------------------------- |
| «Smile»                                      | 2012 | —                     | Disney Fairies: Faith, Trust, and Pixie Dust                            |
| «All You Need»                               | 2013 | Ариэль Уинтер         | София Прекрасная                                                        |
| «It’s Finally Christmas»                     | 2013 | —                     | Holidays Unwrapped                                                      |
| «I Still Haven’t Found What I’m Looking For» | 2014 | Питер Холленс         | Peter Hollens                                                           |
| «Lie for Love»                               | 2018 | —                     | Sierra Burgess Is a Loser                                               |
| «Your Name»                                  | 2020 | Морган Кибби          | The Short History of the Long Road                                      |
| «Blueberries»                                | 2020 | —                     | «Clouds»                                                                |
| «Fix Me Up»                                  | 2020 | Фин Аргус             | «Clouds»                                                                |
| «How to Go to Confession»                    | 2020 | —                     | «Clouds»                                                                |
| «What a Girl Wants»                          | 2024 | Кристина Агилера      | The 25th Anniversary of Christina Aguilera (Spotify Anniversaries Live) |

## Музыкальное видео
| Название                           | Год                     | Другой исполнитель(и)           | Режиссёр                              | Ссылка                  |
| Как главный исполнитель            | Как главный исполнитель | Как главный исполнитель         | Как главный исполнитель               | Как главный исполнитель |
| ---------------------------------- | ----------------------- | ------------------------------- | ------------------------------------- | ----------------------- |
| «Catch My Breath»                  | 2010                    | —                               | Давид Карпентер                       | [ 70 ]                  |
| «Fall Apart»                       | 2011                    | —                               | Хэнк Девос                            | [ 71 ]                  |
| «Can't Blame a Girl for Trying»    | 2014                    | —                               | Кинга Бурза                           | [ 72 ]                  |
| «The Middle of Starting Over»      | 2014                    | —                               | The Young Astronauts                  | [ 73 ]                  |
| «We'll Be the Stars»               | 2015                    | —                               | Sarah McClung                         | [ 74 ]                  |
| «Eyes Wide Open»                   | 2015                    | —                               | Sarah McClung                         | [ 75 ]                  |
| «Smoke and Fire»                   | 2016                    | —                               | Джесси Хилл                           | [ 76 ]                  |
| «Wildside» (Lyric video)           | 2016                    | София Карсон                    | Чейз Лэнгли                           | [ 77 ]                  |
| «On Purpose»                       | 2016                    | —                               | Джеймс Миллер                         | [ 78 ]                  |
| «Thumbs»                           | 2017                    | —                               | Хейли Янг                             | [ 79 ]                  |
| «Why»                              | 2017                    | —                               | Джей Мартин                           | [ 80 ]                  |
| «Alien» (Vertical video)           | 2018                    | Джонас Блу                      | Александра Гавийе                     | [ 81 ]                  |
| «Alien»                            | 2018                    | Джонас Блу                      | Карли Куссен                          | [ 82 ]                  |
| «Almost Love» (Lyric video)        | 2018                    | —                               | Элиас Тахан                           | [ 83 ]                  |
| «Almost Love»                      | 2018                    | —                               | Ханна Люкс Дэвис                      | [ 84 ]                  |
| «Sue Me» (Vertical video)          | 2018                    | —                               | Карлос Баэс                           | [ 85 ]                  |
| «Sue Me»                           | 2018                    | —                               | Лорен Данн                            | [ 86 ]                  |
| «Paris»                            | 2018                    | —                               | Джаспер Кейбл-Александр               | [ 87 ]                  |
| «Pushing 20» (Lyric video)         | 2019                    | —                               | Эмбер Парк                            | [ 88 ]                  |
| «On My Way»                        | 2019                    | Алан Уокер и Farruko            | Кристиан Берг                         | [ 89 ]                  |
| «On My Way» (Alternate video)      | 2019                    | Алан Уокер и Farruko            | Александр Сарате Фрес и Фридерик Эсно | [ 90 ]                  |
| «Exhale»                           | 2019                    | —                               | Маугли Ли                             | [ 91 ]                  |
| «In My Bed»                        | 2019                    | —                               | Филлип Лопес                          | [ 92 ]                  |
| «Skin»                             | 2021                    | —                               | Джейсон Лестер                        | [ 93 ]                  |
| «Skinny Dipping»                   | 2021                    | —                               | Эмбер Парк                            | [ 94 ]                  |
| «Fast Times»                       | 2022                    | —                               | Эмбер Парк                            | [ 95 ]                  |
| «Because I Liked a Boy»            | 2022                    | —                               | Эмбер Парк                            | [ 96 ]                  |
| «Nonsense»                         | 2022                    | —                               | Даника Кляйнкнехт                     | [ 97 ]                  |
| «Feather»                          | 2023                    | —                               | Миа Барнс                             | [ 98 ]                  |
| «Santa Doesn't Know You Like I Do» | 2023                    | —                               | Ребекка Кэмпбелл                      | [ 99 ]                  |
| «Espresso»                         | 2024                    | —                               | Дэйв Мейерс                           | [ 100 ]                 |
| «Please Please Please»             | 2024                    | —                               | Бардия Зейнали                        | [ 101 ]                 |
| «Taste»                            | 2024                    | —                               | Дэйв Мейерс                           | [ 102 ]                 |
| «Please Please Please»             | 2025                    | Долли Партон                    | Сабрина Карпентер и Шон Прайс Уильямс | [ 103 ]                 |
| «Manchild»                         | 2025                    | —                               | Ваня Хейманн и Гал Муджиа             | [ 104 ]                 |
| Как приглашенный исполнитель       |                         |                                 |                                       |                         |
| «First Love»                       | 2017                    | Lost Kings                      | Тайлер Бэйли                          | [ 105 ]                 |
| «You're a Mean One, Mr. Grinch»    | 2018                    | Линдси Стирлинг                 | Джош Шульц и Линдси Стирлинг          | [ 106 ]                 |
| «Wow» (Remix)                      | 2020                    | Сара Ларсон                     | —                                     | [ 107 ]                 |
| Гостевое участие                   |                         |                                 |                                       |                         |
| «Do You Want to Build a Snowman?»  | 2014                    | Disney Channel Circle of Stars  | Гарри Перри III                       | [ 108 ]                 |
| «If the World Was Ending»          | 2020                    | JP Saxe, Джулия Майклз и друзья | —                                     | [ 109 ]                 |
| «That's Not How This Works»        | 2023                    | Чарли Пут и Dan + Shay          | Филлип Лопес                          | [ 110 ]                 |